# Osiris: New Dawn
Osiris: New Dawn ist ein Space-Survival-Videospiel aus den Genres Action-Adventure, welches am 28. September 2016 bei Steam als Early-Access-Version veröffentlicht wurde. Die Versionen für die PlayStation 4 und Xbox One wurden für 2017 angekündigt, gelten aber mittlerweile als eingestellt. Entwickelt wurde das Spiel von zwei Spieleentwicklern bei Fenix Fire Entertainment.

## Handlung und Gameplay
Osiris: New Dawn spielt im Jahr 2078, in dem die Menschheit begonnen hat, andere Planeten zu erforschen. Der Spieler wurde zum System Gliese 581, als Mitglied des zweiten Kolonisationsteam der United Nations of Earth (U.N.E.), geschickt. Das Team soll dort erkunden, ob die Planeten bewohnbar sind. Jedoch wurde das Raumschiff beim Reisen in Lichtgeschwindigkeit stark beschädigt, sodass es auf einem Wüstenplaneten abstürzte, der nun dadurch der Startplanet des Spielers ist.
Um zu überleben, muss der Spieler nun eine Basis errichten, während er mit diversen Gefahren zu kämpfen hat.